# Robert Pettinelli
Robert Pettinelli, né le 22 novembre 1926 à Marseille (Bouches-du-Rhône) et mort dans la même ville le 27 août 2023, est un saxophoniste de jazz français.

## Biographie
En 1945, admirateur de Johnny Hodges depuis quelques années, Robert Pettinelli commence à jouer du saxophone. Au lendemain de la Seconde Guerre mondiale, il s'inscrit à la faculté de pharmacie. Tandis que les échanges culturels et commerciaux avec les États-Unis reprennent, un jazz nouveau arrive sur les rayons du magasin Radio-Gare où il s’approvisionnait en disques. Il adopte immédiatement le style bebop, issu de la 52e rue à New York, dont la figure tutélaire est Charlie Parker.
Quatre ans plus tard, il se révèle comme l’un des principaux pionniers de cette musique.
Son quintette bebop, dans lequel il tient le saxophone alto, en compagnie de Georges Arvanitas (piano), Éric Vidal (trompette), Edmond Aublette (b) et Louis Belloni (drums), remporte la coupe Jazz Hot du meilleur orchestre du XIIIe tournoi international de Paris, saison 1949-50. Lui-même obtient personnellement le prix Selmer du meilleur soliste.
Les 18, 19 et 20 décembre 1950, sous l’égide du Hot Club Méditerranéen, son orchestre donne à Marseille trois concerts en compagnie de James Moody, un des saxophonistes du Big Band de Dizzy Gillespie.
Pendant son service militaire au Val-de-Grâce à Paris, il fréquente assidûment les clubs de jazz.
Il aura l'occasion de jouer avec Martial Solal, Pierre Michelot, Henri Renaud, Jean Louis Chautemps, René Urtreger et de boeuffer avec Don Byas, Ben Webster, Barney Willen...
Il fut membre du jury de la première classe de jazz en conservatoire de France à Marseille (1963) dont le professeur était Guy Longnon.
Il a participé à de nombreuses Jam session au Bar Atlantique à Marseille dans les années 1990.
Il meurt le 27 août 2023 à Marseille, à l'âge de 96 ans.